# Nitroderivat

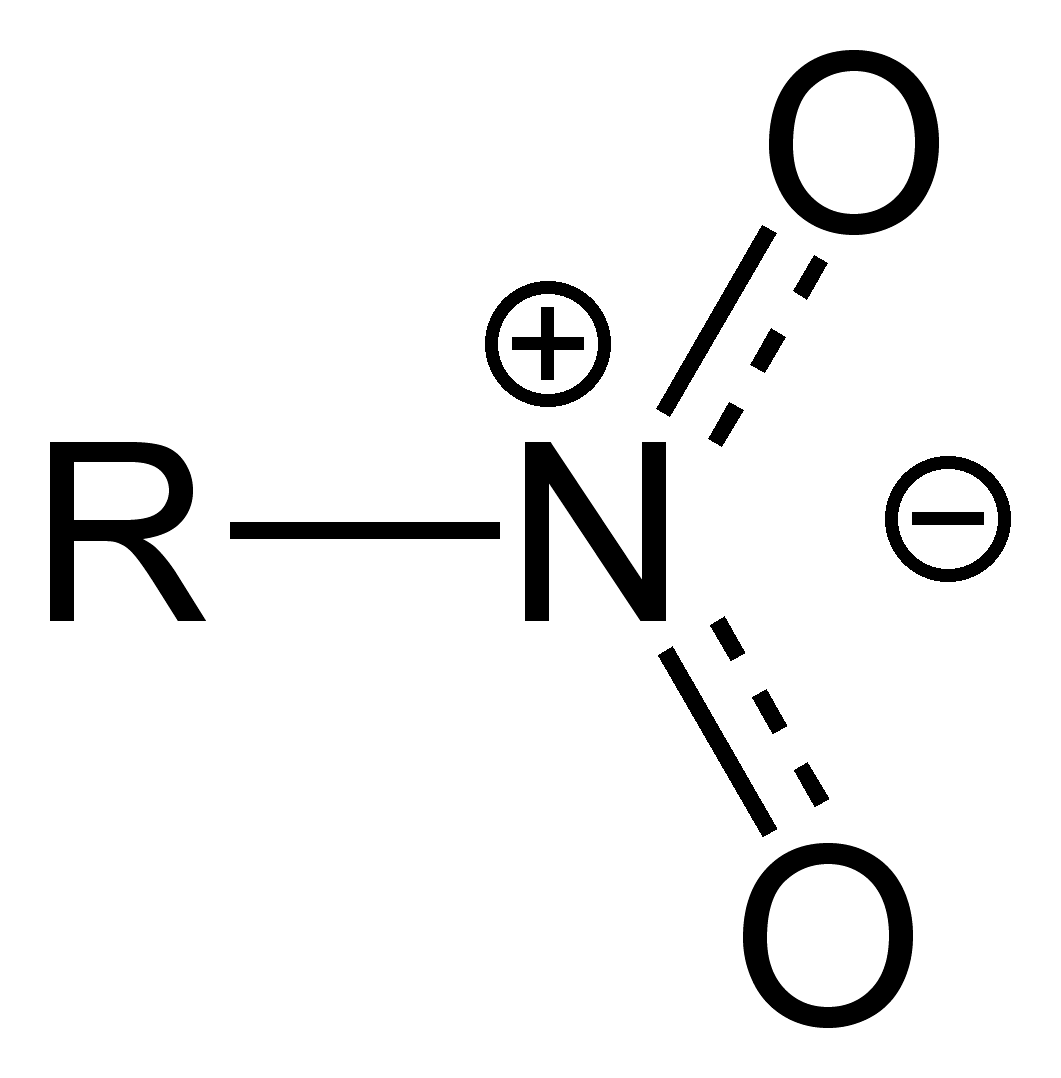
Structura unei grupe nitro (-NO_{2}) în molecula unui nitroderivat

Nitroderivații sunt compuși organici cu azot, care conțin una sau mai multe grupe funcționale nitro, -NO2. Majoritatea lor sunt compuși explozivi, și au nevoie de o manipulare atentă, altfel există risc de detonare a acestora.
Grupele nitro sunt foarte rare în compușii naturali, de aceea majoritatea nitroderivaților se obțin prin sinteză chimică. Cele mai cunoscute exemple de nitroderivați aromatici sunt acidul picric (2,4,6-trinitrofenol), trinitrotoluenul (2,4,6-trinitrotoluen) și nitrobenzenul, iar de nitroderivați alifatici sunt nitrometanul și nitroetanul. Cloramfenicolul este un exemplu de nitroderivat natural.

## Obținere

### Nitroderivați alifatici
Nitroderivații alifatici se pot obține prin extrem de multe metode, iar printre cele mai notabile exemple se numără:
- Nitrarea alcanilor prin intermediul radicalilor liberi.[1] Prin această reacție se fragmentează alcanul, obținându-se un amestec de produși de reacție; de exemplu, se obțin nitrometan, nitroetan, 1-nitropropan și 2-nitropropan prin reacția dintre propan și acid azotic în fază gazoasă (350–450 °C și 8–12 atm).
- Reacții de substituție nucleofilă între anumiți compuși halogenați[2] sau sulfați organici[3] cu azotit de argint sau nitriți (azotiți) de metale alcaline.
- Obținerea în laborator a nitrometanului prin tratarea cloroacetatului de sodiu cu azotit de sodiu.[4]
- Oxidarea oximelor[5] sau aminelor primare.[6]
- Decarboxilarea acizilor α-nitrocarboxilici formați din nitrili și nitrat de etil.[7][8]

### Nitroderivați aromatici
Nitroderivații aromatici sunt de obicei sintetizați prin reacția de nitrare, care se realizează cu ajutorul amestecului sulfonitric (numit și amestec nitrant), un amestec de acid azotic și acid sulfuric. Cei doi acizi tari dau în urma reacției cationul nitroniu (NO2+), un electrofil: 
Produsul reacției de nitrare directă a benzenului cu amestec nitrant este nitrobenzenul, cel mai simplu nitroderivat aromatic. În mod analog, se pot obține un număr extrem de mare de compuși explozibili, printre care se numără acidul picric, trinitrotoluenul (TNT) și trinitrorezorcina (acidul stifnic). O altă metodă de obținere a nitroderivaților aromatici, numită nitrarea Zinke, pornește de la fenolii halogenați.

## Proprietăți chimice
Nitroderivații pot forma compuși sodați care prin acidulare formează aci-nitroderivați care sunt tautomeri instabili al nitroderivaților.